# 伊勒蒂迪
伊勒蒂迪（法語：Île-Tudy，法語發音：[il tydi]）是法国菲尼斯泰尔省的一个市镇，位于该省南部，属于坎佩尔区。

## 地名
伊勒蒂迪虽有“岛”（Île）之名，其实为半岛。

## 地理
伊勒蒂迪（47°50'33"N, 4°10'5"W）面积1.26 平方千米，位于法国布列塔尼大區菲尼斯泰尔省，该省份为法国最西部的省份，位于布列塔尼半岛西部，北西南三面环大西洋，东临阿摩尔滨海省和莫尔比昂省。
与伊勒蒂迪接壤的市镇（或旧市镇、城区）包括：孔布里特。

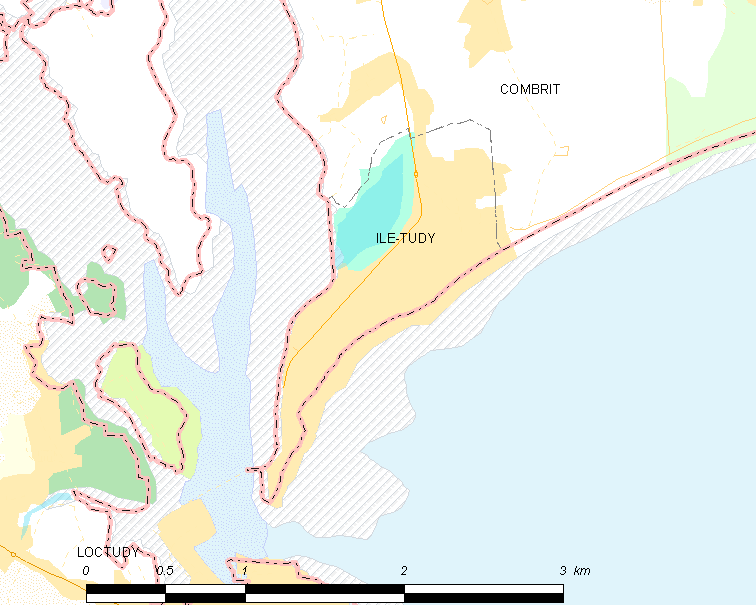
伊勒蒂迪的OSM定位图

伊勒蒂迪的时区为UTC+01:00、UTC+02:00（夏令时）。

## 行政
伊勒蒂迪的邮政编码为29980，INSEE市镇编码为29085。

## 政治
伊勒蒂迪所属的省级选区为普洛内乌尔-朗韦恩县。

## 人口

1962-2008年间伊勒蒂迪人口变化图示

伊勒蒂迪于2022年1月1日时的人口数量为745人。